# Anna-Karin Hatt
Anna-Karin Hatt (ur. 7 grudnia 1972 w Hylte) – szwedzka polityk i działaczka gospodarcza, od 2010 do 2014 minister technologii informacyjnych i spraw regionalnych, od 2025 przewodnicząca Partii Centrum.

## Życiorys
W 1995 ukończyła politologię i stosunki międzynarodowe na Uniwersytecie w Göteborgu. W 2000 odbyła kursy z zakresu retoryki na Uniwersytecie w Södertörn. W latach 90. pisywała okazjonalnie do gazety „Hallands Nyheter”, od 2001 do 2003 pracowała w agencjach PR i spółkach prawa handlowego.
Na początku lat 90. zaangażowała się w działalność Partii Centrum, początkowo na szczeblu lokalnym i w organizacji młodzieżowej, w której kierowała strukturami regionalnymi. W latach 1996–1998 była dyrektorem administracyjnym w partyjnej fundacji, później przez dwa lata zajmowała się przygotowywaniem przemówień lidera centrystów. W 2003 objęła funkcję szefa sztabu w komitecie wykonawczym, zaś w latach 2006–2010 była sekretarzem stanu w biurze szwedzkiego premiera (jako przedstawicielka Partii Centrum). Po wyborach krajowych w 2010 weszła w skład zrekonstruowanego rządu Fredrika Reinfeldta, obejmując nowo utworzone stanowisko ministra technologii informacyjnych i spraw regionalnych w ministerstwie przedsiębiorczości, energii i infrastruktury. Zakończyła urzędowanie w 2014.
Odeszła następnie z polityki, zajmowała stanowisko dyrektora generalnego w organizacji pracodawców i usługodawców Almega (2015–2019) oraz w zrzeszeniu rolników Lantbrukarnas Riksförbund (2019–2025). W 2025 powróciła do aktywności partyjnej, w maju tegoż roku została wybrana na przewodniczącą centrystów.